# Werner Christen (Politiker)
Werner Christen (* 3. Februar 1895 in Wolfenschiessen; † 22. Juli 1969 in Stans) war ein Schweizer Politiker. Von 1947 bis 1967 gehörte er dem Ständerat an.

## Leben
Christen kam als Sohn des Alois Christen (Hotelier und Oberrichter) und der Anna Josefa von Matt in Wolfenschiessen zur Welt, wo er auch aufwuchs. Nach der Grundschule besuchte er eine Hotelfachschule in Lausanne, dem ein Englandaufenthalt folgte. Ab 1929 war er Leiter einer Holzwollefabrik und zudem noch Carhalter.
Seine politische Karriere startete auf Gemeindeebene. Er war ab 1921 Gemeinderat, Armenrat (auch Präsident) und Korporationspräsident. Bereits 1927 wurde er Ratsherr im Nidwaldner Landrat, dem er bis 1934 angehörte.
Christen wurde stark politisiert durch die Frage, ob Nidwalden durch einen Stausee auf der Bannalp energiemässig unabhängig werden sollte. Er war zusammen mit Remigi Joller und Kaplan Konstantin Vokinger einer der Wortführer der «Bannalper», die sich für ein Elektrizitätswerk Nidwalden einsetzten. An der Landsgemeinde 1934 wurde das Projekt beschlossen und wegen der Gegnerschaft der bisherigen Kantonsregierung gegen das Projekt fast die gesamte Regierung durch neue Leute, die Bannalper, ersetzt. Einer dieser neu gewählten Regierungsräte war Christen. Er blieb von 1934 bis 1946 Mitglied der Regierung (mehrfach als Landammann).
Auch auf Bundesebene bekleidete er ein politisches Amt, das Amt eines Ständerats. Zwischen dem 2. Juni 1947 und dem 1. April 1967 war er der Standesvertreter des Kantons Nidwalden.
Christen war auch sonst gegenüber neuen Ideen und Projekten sehr aufgeschlossen. Von 1937 bis 1968 war er Präsident des Bankrats der Nidwaldner Kantonalbank. Als Präsident der Bannalp-Baukommission zwischen 1934 und 1940 bekämpfte er erfolgreich den grossen juristischen Widerstand und war danach 1940–1947 Verwaltungsratspräsident des Elektrizitätswerks Nidwalden (EWN). Er war Befürworter des Baus einer neuen Achereggbrücke und eines Tunnels durch den Lopper zwecks Anschluss der Stansstad-Engelberg-Bahn an das landesweite Schienennetz und einer linksufrigen Autobahn Richtung Gotthard. Für diese letztlich erfolgreichen Anliegen setzte er sich im Kanton und in der Bundesversammlung stark ein.
Christen heiratete am 1. Mai 1923 in Wolfenschiessen die Stanserin (Marie) Mathilde Odermatt. Dieser Ehe entstammten drei Töchter.